# US Open 2025 – ženská dvouhra
Ženská dvouhra US Open 2025 bude probíhat v závěru srpna a první polovině září 2025. Do singlové soutěže newyorského tenisového grandslamu, hraného na tvrdém povrchu Národního tenisového centra Billie Jean Kingové, nastoupí sto dvacet osm hráček. Minimálně šestnáct z nich si účast zajistí v kvalifikaci. Rozlosování se uskuteční 21. srpna 2025.
Obhájkyní titulu je světová jednička Aryna Sabalenková. Dalšími vítězkami turnaje v soutěži jsou Naomi Ósakaová (2018 a 2020), Emma Raducanuová (2021), Iga Świąteková (2022) a Coco Gauffová (2023).

## Nasazení hráček
1. [p 1]Aryna Sabalenková
2. Iga Świąteková
3. Coco Gauffová
4. Jessica Pegulaová
5. [p 1]Mirra Andrejevová
6. Madison Keysová
7. Jasmine Paoliniová
8. Amanda Anisimovová
9. Jelena Rybakinová
10. Emma Navarrová
11. Karolína Muchová
12. Elina Svitolinová
13. [p 1]Jekatěrina Alexandrovová
14. Clara Tausonová
15. Darja Kasatkinová
16. Belinda Bencicová
17. [p 1]Ljudmila Samsonovová
18. Beatriz Haddad Maiová
19. Elise Mertensová
20. [p 1]Diana Šnajderová
21. Linda Nosková
22. Victoria Mboková
23. Naomi Ósakaová
24. [p 1]Veronika Kuděrmetovová
25. Jeļena Ostapenková
26. Sofia Keninová
27. Marta Kosťuková
28. Magdalena Fręchová
29. [p 1] Anna Kalinská
30. Dajana Jastremská
31. Leylah Fernandezová
32. McCartney Kesslerová

## Hráčské informace

### Divoké karty
V rámci reciproční dohody tří ze čtyř tenisových svazů pořádajících Grand Slam, Tennis Australia, United States Tennis Association a Fédération Française de tennis, byly divoké karty pro zástupce australského a francouzského tenisu uděleny jejich národními svazy.
- Alyssa Ahnová
- Caroline Garciaová
- Talia Gibsonová
- Valerie Glozmanová
- Caty McNallyová
- Julieta Parejová
- Clervie Ngounoueová
- Venus Williamsová[7]

### Žebříčková ochrana
- Sorana Cîrsteaová (37.)
- Ču Lin (50.)
- Petra Kvitová (14.)
- Danka Kovinićová (95.)
- Anastasija Sevastovová (65.)
- Wang Ja-fan (71.)[1][8]

### Kvalifikantky
- bude oznámeno
- bude oznámeno
- bude oznámeno
- bude oznámeno
- bude oznámeno
- bude oznámeno
- bude oznámeno
- bude oznámeno
- bude oznámeno
- bude oznámeno
- bude oznámeno
- bude oznámeno
- bude oznámeno
- bude oznámeno
- bude oznámeno
- bude oznámeno

### Odhlášení
Žebříček WTA k 14. červenci 2025, určujícímu vydání pro účast v hlavní soutěži. Ve startovním poli je 104 míst určeno pro přímou účast singlistek na základě žebříčku, 16 míst pro kvalifikantky a 8 pro hráčky na divokou kartu. Hranicí poslední přímé účastnice bylo 99. místo (Majar Šarífová) vzhledem k předpokládanému startu šesti tenistek pod žebříčkovou ochranou a odhlášení Ons Džabúrové.
- Ons Džabúrová (71.) → nahradila ji  Majar Šarífová (99.)
- Čeng Čchin-wen (6.) → nahradila ji  Léolia Jeanjeanová (100.)
- Danka Kovinićová (95. PR) → nahradila ji  Nuria Párrizas Díazová (101.)
- Paula Badosová (10.) → nahradila ji  Jil Teichmannová (102.)